# Lossida
Lossida is een geslacht van hooiwagens uit de familie Assamiidae.
De wetenschappelijke naam Lossida is voor het eerst geldig gepubliceerd door Roewer in 1935. 

## Soorten
Lossida is monotypisch en omvat slechts de volgende soort:
- Lossida rugosa